# خزه سرخسی کاذب
خزه سرخسی کاذب (نام علمی: Cyathophorum bulbosum) نام یک گونه از رده رده دم‌اسبی است.
محل رویش آن در جنوب شرقی استرالیا و پاپوآ گینه نو، نیوزیلند، اوکلند، جزایر چتم، جزایر، جزیره لرد هاو و احتمالاً در جزیره نورفولک و جدید و ایرلند است.